# Balanophyllia cornu
Balanophyllia cornu är en korallart som beskrevs av Henry Nottidge Moseley 1881. Balanophyllia cornu ingår i släktet Balanophyllia och familjen Dendrophylliidae. Inga underarter finns listade i Catalogue of Life.